# Józef Wasiołek
Józef Wasiołek (ur. 1921 w Smarglinie, zm. 19 października 2008 w Łodzi) – polski malarz postimpresjonista i kolorysta.

## Życiorys
Studiował malarstwo u prof. Adama Rychtarskiego w Łodzi i w krakowskiej ASP w pracowniach Zbigniewa Pronaszki i Wacława Taranczewskiego. Uprawiał malarstwo sztalugowe, rysunek, litografię a także malarstwo ścienne w budynkach sakralnych. Większość prac w jego oeuvre stanowią pejzaże. Jego obrazy znajdują się w wielu kolekcjach i zbiorach m.in. w zbiorach Ministerstwa Kultury i Sztuki, Muzeum Tradycji Niepodległościowych w Łodzi, Miejskiej Galerii Sztuki w Łodzi, Muzeum w Bydgoszczy, Muzeum w Sieradzu oraz wielu kolekcjach prywatnych. Od 1957 roku artysta mieszkał w Łodzi.